# Chlorissa approximans
Chlorissa approximans là một loài bướm đêm trong họ Geometridae.